# 川崎信用金庫
川崎信用金庫（かわさきしんようきんこ、英語：Kawasaki Shinkin Bank）は、神奈川県川崎市川崎区に本店を置く大手信用金庫である。通称はかわしん。川崎市に隣接する神奈川県横浜市や東京都大田区にも店舗を展開している。

## 概要
神奈川県内に本店を置く信用金庫としては最大規模を有する。営業区域では、横浜信用金庫、城南信用金庫、芝信用金庫、さわやか信用金庫、世田谷信用金庫と競合している。
神奈川県内12市1町、東京都内8区7市を営業エリアとし、南武線沿線に集中的に出店している。
1995年に、シティバンク、エヌ・エイに次いで、日本国内で二番目となるATMの年中無休化、信用金庫初となる24時間稼働を行なった。
私募REITの運用に注力しており、信託銀行を除けば農林中央金庫に次ぐ残高を有するほか、投資用不動産向融資が2018年3月末時点で融資残高の3割超を占めるなど、不動産に大きく経営資源を傾斜させている。

## 沿革
- 1923年（大正12年） - 産業組合法による有限責任川崎信用組合として設立。
- 1945年（昭和20年） - 中原信用組合および高津信用組合と合併。川崎市信用組合に改称。
- 1951年（昭和26年） - 信用金庫法施行に伴い、川崎市信用金庫に改組。
- 1972年（昭和47年） - 川崎信用金庫に改称。シンボルマーク制定。
- 1999年（平成11年） - 経営破綻した神奈川商工信用組合より事業譲受。
- 2022年（令和4年） - 東京都大田区大森中に事業者向け営業拠点「大森オフィス」開設[4]。

## 営業区域

### 神奈川県
| - 川崎市 - 横浜市 - 藤沢市 - 鎌倉市 | - 大和市 - 相模原市 - 厚木市 - 海老名市 | - 座間市 - 綾瀬市 - 横須賀市 - 逗子市 | - 三浦郡葉山町 |

### 東京都
| - 大田区 - 世田谷区 - 品川区 - 目黒区 | - 港区 - 千代田区 - 渋谷区 - 中央区 | - 府中市 - 調布市 - 町田市 - 多摩市 | - 稲城市 - 狛江市 - 八王子市 |

## 六甲おろしの歌碑

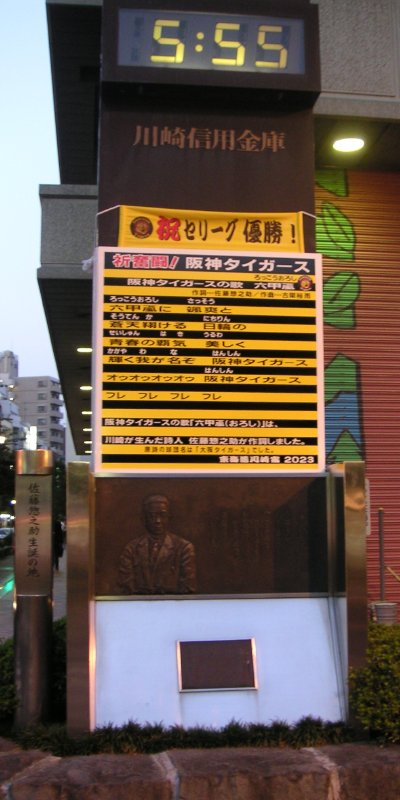
川崎信用金庫前の歌詞ボード

本店所在地は、第二次世界大戦前の詩人であり有名なプロ野球阪神タイガースの球団歌『阪神タイガースの歌』（通称『六甲おろし』）の作詞者でもある佐藤惣之助の生家跡にあるため、2003年（平成15年）9月1日には同曲の歌碑が同店敷地内にある「佐藤惣之助生誕の地碑」の上に設置された。
なお、かつて同市には阪神と同じリーグに所属する大洋ホエールズ（現・横浜DeNAベイスターズ）および、ロッテオリオンズ（現・千葉ロッテマリーンズ）の本拠地があり、現在でも読売ジャイアンツのファーム（二軍）本拠地である読売ジャイアンツ球場があるため、この歌碑設置は大きな話題となった。大洋ホエールズ、ロッテオリオンズの本拠地だった川崎球場は、本店より800メートルほどしか離れていない。

## グループ企業
- かわしんビジネスサービス株式会社